# Zelgoszcz (powiat zgierski)
Zelgoszcz – wieś w Polsce położona w województwie łódzkim, w powiecie zgierskim, w gminie Stryków. 
Pierwsze informacje nt. Zelgoszczy pochodzą z 1576 roku, a przeprowadzone prace archeologiczne wykazały, że na terenie dzisiejszego sołectwa człowiek przebywał już w okresie neolitu. Jej nazwa wywodzi się od rodu Zelgowskich. W 2021 roku wieś zamieszkiwało 367 osób.
W latach 1975–1998 wieś należała administracyjnie do ówczesnego województwa łódzkiego. Wzdłuż północnych granic przebiega autostrada A2, na południu przebiega DK 71. Na terenie Zelgoszczy znajduje się centrum dystrybucyjne Oponeo.pl. 